# 김성근 (1948년)
김성근(金成根, 1945년 ~ )은 조선민주주의인민공화국의 화가이다. 현재 그는 평양
의 만수대창작사에서 일하고 있다.